# جورج ستانغ
جورج ستانغ هو سياسي نرويجي، ولد في 17 فبراير 1858 في كونغسفينغر في النرويج، وتوفي في 11 سبتمبر 1907 في أوسلو في النرويج. نشط حزبياً في الحزب الليبرالي. وقد انتخب وزير الدفاع ‏ (6 نوفمبر 1900 – 9 يونيو 1903).